# Zinkcyanid
Zinkcyanid ist eine anorganische chemische Verbindung, die sich aus Zink und Cyanid zusammensetzt.

## Vorkommen
Zinkcyanid ist ein Beiprodukt bei der Extraktion von Gold, wobei Zink zu einer Goldcyanidlösung zugesetzt wird, um reines Gold zu erhalten.

## Gewinnung und Darstellung
Zinkcyanid kann aus einer Zinksulfat- oder Zinkchloridlösung durch Zusatz einer Lösung von Kaliumcyanid oder Natriumcyanid ausgefällt werden.
{\displaystyle \mathrm {ZnSO_{4}+2\ KCN\longrightarrow Zn(CN)_{2}+K_{2}SO_{4}} }

## Eigenschaften
Zinkcyanid kann je nach Herstellungsart als weißes, amorphes Pulver oder in Form von glänzenden Prismen gewonnen werden. In Wasser und Ethanol ist es unlöslich, in Alkalicyaniden und wässrigem Ammoniak löslich. In verdünnten Säuren löst es sich unter Cyanwasserstoff-Entwicklung. Es zersetzt sich langsam an feuchter kohlendioxidhaltiger Luft, besonders bei erhöhter Temperatur.
Zinkcyanid besitzt eine polymere Struktur, bei der das tetraedrisch koordinierte Zink über Brücken aus Cyanid-Liganden verbunden ist. Alternativ kann die Struktur auch als zwei sich überlappende Adamantane gesehen werden. Die Verbindung weist einen der größten negativen Längenausdehnungskoeffizienten auf.

## Verwendung
Zinkcyanid wird in der Galvanotechnik zur elektrolytischen Abscheidung von Zink und Messing verwendet. Es dient weiterhin als Katalysator bei der Cyanosilylation von Aldehyden und Ketonen sowie zur Einführung von Formylgruppen in der Gattermann-Adams-Reaktion. So wird zum Beispiel 2-Hydroxy-1-naphthaldehyd durch Reaktion von 2-Naphthol, Zinkcyanid und Chlorwasserstoff gewonnen. Nach dem Entdecker wird Zinkcyanid in dieser Reaktion auch Adams-Reagenz genannt.

## Sicherheitshinweise
Bei Kontakt von Zinkcyanid mit Säuren wird Cyanwasserstoff (Blausäure) freigesetzt. Bei Kontakt mit Magnesium besteht Explosionsgefahr.